# 埃德温·加里格斯·波林
埃德温·加里格斯·波林（1886年10月23日—1968年7月1日）是一位美国实验心理学家，克拉克大學和哈佛大学心理学教授，1928年担任美国心理学会会长，主要作品有《实验心理学史》（A History of Experimental Psychology）等。